# فایز بنی‌حماد
فایز بنی‌حماد (عربی: فايز راشد احمد حسن القاضي بني حماد; ۱۹ مارس ۱۹۷۷ – ۱۱ سپتامبر ۲۰۰۱)، اهل امارات متحده عربی، یکی از تروریست‌هایی بود که سوار بر پرواز شماره ۱۷۵ یونایتد ایرلاینز در حملات ۱۱ سپتامبر شرکت داشت.
او، به همراه مروان شحی سرگروه ربایندگان در پرواز شماره ۱۷۵، یکی از دو شهروند امارات بود که در حمله شرکت داشتند.

## زندگی
بنی‌حماد در خور فکان در امارات متحده عربی به دنیا آمد. پدر او، محمد فایز بنی‌حماد، مدیر مدرسه بود. فایز به‌طور معمول از نام «احمد» استفاده می‌کرد.

### ۲۰۰۰
هنگامی که بنی‌حماد در استان عسیر به سر می‌برد، به پدر و مادرش گفت که امیدوار است با سازمان بین‌المللی امداد اسلامی کار کند. پس از آن، او فقط یکبار با پدر و مادرش تماس گرفت. این باور وجود دارد که بنی‌حماد برای ۳ روز از ۱۷–۲۰ اکتبر ۲۰۰۰ در فیلیپین به سر می‌برده.
بنی‌حماد به همراه سعید الغامدی از طریق برنامه ویزا اکسپرس وارد آمریکا شدند. پس از بررسی بیشتر درخواست وی، محققان متوجه شدند که او شغل یا دلیلی را برای بازدید ذکر نکرده‌است، و وقتی از او پرسیده شد که در کجای کشور زندگی خواهد کرد، به سادگی نوشت: نه. با این حال، او ویزای خود را دریافت کرد.

### ۲۰۰۱
قبل از ورود بنی‌حماد و الغامدی به اورلاندو در ۲۷ ژوئن ۲۰۰۱، بنی‌حماد یک حساب بانکی در امارات باز کرده بود که مبلغ ۳۰هزار دلار توسط اشخاص ناشناسی، تنها دو روز قبل از ورود او به آمریکا، به آن واریز شد. او چندین روز پس از ورودش حساب دیگری در  بانک سان‌تراست در اورلاندو باز کرد و یکی از ۹ رباینده‌ای شد که در بانک حساب باز کردند.
کمیسیون ۱۱ سپتامبر خاطرنشان می‌کند: «به نظر می‌رسد که او (که در مرحله آماده‌سازی حمله به ابواحمد الاماراتی معروف بود) نقش منحصربه‌فردی را در میان هواپیماربایانی که وظیفه کنترل جمعیت را برعهده داشته‌اند، ایفا کرده‌است، زیرا او با یکی از تسهیل‌کنندگان مالی طرح، مصطفی الحوساوی کار می‌کرد.» در ۱۸ ژوئیه بنی‌حماد وکالتنامه‌ای در مورد حساب بانکی‌اش در دبی به مصطفی داد، و مصطفی طبق گزارش‌ها، یک ویزا کارت و کارت بانکی برای او پست کرد.

### حملات
فایز بنی‌حماد در ۲۷ یا ۲۹ اوت، به صورت آنلاین برای خود و مهند الشهری دو بلیت فرست کلس یک‌طرفه برای پرواز شماره ۱۷۵ یونایتد ایرلاینز خرید. بلیت‌ها جمعاً به مبلغ ۴۴۶۴ دلار و ۵۰ سنت، با ویزا کارت مصطفی الحوساوی، و با یک آدرس پستی اجاره‌ای متعلق به شرکت میل باکسس در دلری بیچ، فلوریدا خریداری شدند. این آدرس با آدرسی که حمزه و احمد الغامدی برای خرید بلیت خود استفاده کرده بودند یکی نبود، اما هر دو گروه از یک شماره تلفن استفاده کردند.
بنی‌حماد که از ۸ تا ۱۰ سپتامبر در هتل میلنر در بوستون، ماساچوست اقامت داشت، از یک کارمند هتل خواست تا کارت ثبت نام اتاق را پر کند و دلیل آن را انگلیسی ضعیفش ذکر کرد. در ۱۰ سپتامبر ۲۰۰۱، او اتاقش در هتل میلنر را با سه تروریست دیگر به اشتراک گذاشت: مهند الشهری، مروان شحی (که خلبان از پیش تعیین‌شده پرواز ۱۷۵ بود) و سطام السقامی، یکی از هواپیماربایان پرواز شماره ۱۱ امریکن ایرلاینز.
در ۱۱ سپتامبر، بنی‌حماد سوار پرواز ۱۷۵ شد و در صندلی درجه یک 2A، در کنار الشهری در 2B نشست. هواپیما در ساعت ۸:۱۴ بلند شد و در عرض ۲۸ دقیقه پنج هواپیماربا حمله خود را آغاز کردند. اعتقاد بر این است که بنی‌حماد و الشهری به زور وارد کابین خلبان شده و خلبانان را به قتل رساندند در حالی که برادران الغامدی خدمه و مسافران باقی مانده را به سمت عقب هواپیما وادار کردند، به شحی اجازه دادند که کنترل هواپیما را در دست بگیرد. در ساعت ۹:۰۳ صبح، تنها ۲۱ دقیقه پس از شروع هواپیماربایی، شحی هواپیما را به برج جنوبی مرکز تجارت جهانی (بین طبقات ۷۷ و ۸۵)کوبید و بلافاصله تمامی سرنشینان هواپیما را از بین برد و صدها نفر را در داخل هواپیما و ساختمان کشته یا گرفتار کرد. ۵۵ دقیقه پس از سقوط، در ساعت ۹:۵۸ صبح، برج جنوبی فرو ریخت: 80 : 322  و همه کسانی که هنوز داخل ساختمان بودند و بسیاری دیگر روی زمین کشته شدند.